# Bulgaria ai Giochi della I Olimpiade

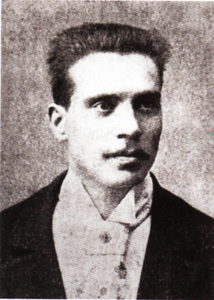
Charles Champaud

La Bulgaria partecipò ai Giochi della I Olimpiade che si sono svolti dal 6 al 15 aprile 1896 ad Atene. Il Comitato Olimpico Bulgaro sostiene la propria partecipazione con un atleta di nome Champoff; questi in realtà non era altri che il maestro di ginnastica svizzero Charles Champaud, che all'epoca abitava ed insegnava a Sofia. Mallon e de Wael lo considerano entrambi svizzero.

## Risultati

### Ginnastica
| Atleta           | Evento    | Finale      | Finale      |
| Atleta           | Evento    | Punteggio   | Classifica  |
| ---------------- | --------- | ----------- | ----------- |
| Charles Champaud | Volteggio | Sconosciuto | Sconosciuto |
| Charles Champaud | Parallele | Sconosciuto | Sconosciuto |
| Charles Champaud | Cavallo   | Sconosciuto | Sconosciuto |